# Erioptera (Erioptera) karisimbii
Erioptera (Erioptera) karisimbii is een tweevleugelige uit de familie steltmuggen (Limoniidae). De soort komt voor in het Afrotropisch gebied.